# La comunión de los Apóstoles (Signorelli)
La Comunión de los Apóstoles es una pintura del artista italiano del Renacimiento Luca Signorelli, que data de alrededor de 1512. Actualmente se encuentra en el Museo Diocesano de Cortona, Toscana.

## Descripción
La iconografía de la pintura es bastante inusual para Italia y, de hecho Signorelli se había inspirado en el Retablo Corpus Domini  (1472–1474) de Justo de Gante que Signorelli había visto durante su estancia en Urbino.
Sobre un fondo de estilo antiguo, similar a las obras de Perugino, Signorelli pintó a Cristo en el centro de la escena, rodeado de apóstoles vestidos con ropas luminosas en una composición piramidal. Cristo está entregando un plato a sus apóstoles. Entre los apóstoles, Judas Iscariote está representado mientras se vuelve hacia el espectador: al mismo tiempo, esconde en su bolso la moneda de su traición.
El retablo probablemente estuvo acompañado por una predella. Tres de sus paneles han sido identificados con la Reunión de los peregrinos en el camino a Emaús y la Cena en Emaús de la colección Julius Weitznel, y con la Santa Catalina de Alejandría ahora en el Museo Horne en Florencia.